# Iglesia Primitiva (Villa de Altura)
La iglesia primitiva de la Villa de Altura, comarca del Alto Palancia, provincia de Castellón, España, fue la primera iglesia existente dentro del recinto cerrado, que componía la Villa de Altura en sus orígenes, y núcleo originario de la población, situada sobre un ligero montículo acerca de la cual se poseen referencias desde 1249.
Está catalogada como Bien de Relevancia Local con el nombre de Antigua Iglesia de San Miguel Arcángel (Centro Cultural) y código 12.07.012-006.

## Historia
Altura se fue configurando al ir edificando viviendas en torno a esta primitiva iglesia, construida en estilo gótico valenciano, posiblemente sobre los restos de una anterior mezquita musulmana, ya que el territorio sobre el que se asienta estuvo durante mucho tiempo bajo el dominio árabe, hasta la reconquista por las tropas de Jaime I de Aragón. Esta forma de construir se caracterizó porque las viviendas tenían las entradas en la cara que daba a la iglesia, presentando una fachada posterior sin puertas, lo que permitió defender el núcleo poblacional a pesar de no contar con amurallamiento, sino que se trató de un recinto cerrado por las propias viviendas, constituye de este modo, lo que se denominaría una "población cerrada", a la cual se accedería a través de unos portales que se podían abrir o cerrar a voluntad de sus habitantes.
Se utilizó como lugar de culto hasta los siglos XVII y XVIII, al construirse una nueva iglesia parroquial, con el mismo nombre; pasando a ser de propiedad municipal y convirtiéndose en el lugar donde se ubicó la escuela, mientras que actualmente se usa como Centro Cultural de la Villa de Altura. La adecuación de la primitiva iglesia en centro cultural la llevó a cabo la empresa llamada Sociedad Valenciana de Servicios a la Construcción (Vaseco), tras adjudicación del proyecto (con un valor de 184 680 de euros) por parte del Ministerio de la Vivienda, que es el que financia el mismo. La intervención supuso tanto adecuar la iglesia a fines culturales (sala de exposición, de charlas…), como las dependencias de la colindante Casa de la Cultura, que se sitúa anexa a la primitiva iglesia, y la rehabilitación y mejora del estado del patio exterior que sirve de separación a los mencionados edificios, así como la repavimentación de las calles que los rodean.

## Descripción
Se trata de una iglesia gótica, de fábrica de mampostería, con piedra angular (sillares en las esquinas que refuerzan la solidez del edificio) y revoque de cal, que presenta contrafuertes exteriores y una cubierta a dos aguas. Su planta es rectangular, de una sola nave y cuatro crujías , de las cuales la última es un añadido posterior a la construcción primitiva y es por ello por lo que en ella se pueden apreciar arcos diafragmas datados en el siglo XIV. Por su parte, la tercera crujía presenta una puerta mixtilínea por donde, en un primer momento, se accedía a la sacristía, mientras que una puerta lateral, que actualmente está cegada, permitía acceder al cementerio.